# A986 road
Die A986 road ist eine A-Straße in Schottland. Sie gehört zu den bedeutendsten Verkehrswegen auf der Orkneyinsel Mainland.

## Verlauf
Rund einen Kilometer westlich von Finstown etwa auf Höhe des Loch of Wasdale zweigt die A986 in nördlicher Richtung von der A965 (Kirkwall–Stromness) ab. Sie verläuft auf einer Länge von insgesamt 13,2 km in nordwestlicher Richtung, bis sie bei Twatt in die A967 einmündet, welche wiederum bis nach Birsay im Nordwesten von Mainland führt. Auf ihrem Weg bindet sie die Ortschaften Bimbister, Harray und Dounby an das Straßennetz an. In Dounby kreuzt die B9057 (Aith–Evie). Des Weiteren sind die abseits der A986 gelegenen Seen Loch of Bosquoy, Loch of Harray, Loch of Sabiston und Loch of Banks zugänglich.